# 668 Dora
Dora è un asteroide della fascia principale del diametro medio di circa 26,84 km. Scoperto nel 1908, presenta un'orbita caratterizzata da un semiasse maggiore pari a 2,7973707 UA e da un'eccentricità di 0,2312270, inclinata di 6,84308° rispetto all'eclittica.
Stanti i suoi parametri orbitali, è considerato il prototipo della famiglia Dora di asteroidi.
Il suo nome è in onore di un'amica della moglie dello scopritore.